# بينكارا
بينكارا (بالإيطالية: Pincara)‏ هي بلدية في مقاطعة رفيغة في منطقة فنيتة، شمال إيطاليا. تقع على بعد 70 كيلومترًا (43 ميلًا) جنوب غرب البندقية و15 كيلومترًا (9 ميلًا) جنوب غربرفيغة.